# Anthochloa
Anthochloa là một chi thực vật có hoa trong họ Hòa thảo (Poaceae).

## Loài
Chi Anthochloa gồm các loài: